# Haruchika Noguchi
Haruchika Noguchi (japonès: 野口晴哉)  (Ueno, 7 de setembre de 1911 - Japó, 22 de juny de 1976) fou el fundador del seitai com a activitat cultural sobre la vida i la salut. La cultura seitai va néixer de la gran capacitat d'intuïció i d'observació de Noguchi.
Noguchi, a través de l'observació del moviment espontani que sorgeix del nostre organisme i és responsable de mantenir-nos vius, va descobrir com és l'estructura i la saviesa de la vida. Cultivà aquest moviment mitjançant unes pràctiques senzilles –katsugen undo i yuki– i desenvolupà l'orientació personal mitjançant la pràctica del seitai-soho.

## Biografia
Haruchika Noguchi va néixer el 7 de setembre de 1911 al barri d'Ueno, al nord-est de Tòquio. Fou el segon de nou fills. El seu nom de naixement era Kinjiro («Fill petit d’or»). Ell mateix se'l va canviar més tard per Haruchika: Haru (晴: assolellat, lluminós, semblant a la primavera), i Chika (哉), que és una terminació clàssica de nom masculí. De ben petit va emmalaltir de diftèria i va perdre temporalment l'ús de la parla. Entre els dos i els nou anys va viure amb el seu oncle que era acupuntor i herbolari especialitza en herboristeria xinesa.
L'any 1947, Haruchika Noguchi es casà amb Akiko, filla de Fumimaro Konoe que va ser Primer ministre del Japó durant la Segona Guerra Mundial; Konoe es va suïcidar uns mesos després d'acabar la guerra, el desembre de 1945. Akiko es divorcià del seu primer marit, Duke Tadahide Shimazu, per casar-se amb Noguchi.

### Desenvolupament professional
De petit Noguchi es va interessar per al magnetisme animal, el mesmerisme i la hipnosi, tot fent pràctiques a partir de la lectura de llibres. Des dels vuit o nou anys, va estar interessat en la hipnosi i va llegir molt sobre aquest tema. Entenia que per restablir la força a una persona feble no hi havia millor manera que estimular el poder de la ment; tenia la ferma creença que no hi havia un poder més gran que el de la ment. Estava totalment d’acord amb el concepte mesmèric del magnetisme animal.
Noguchi explica algunes de les seves experiències sobre aquesta qüestió ja de petit:
Quan era a primer any de primària, el nen assegut al meu costat tenia mal de queixal i el vaig alleujar posant la mà on hi havia el dolor. A partir de llavors, vaig estar convençut que el ki humà té poder curatiu. Sabia que a la meva vida hauria de donar forma a aquest concepte transmetent la meva perspectiva als altres. Quan tenia onze anys, tenia un lema: "Si tens alguna cosa al cap, això passarà".
El setembre de 1923, a l'edat de dotze anys, Noguchi va viure el gran terratrèmol de Kantō, que va afectar també Tòquio. Aquesta experiència fou determinant en la seva vida. La devastació de Tòquio va ser tan gran que costava separar els morts dels vius. Els cossos van ser portats al parc Hibiya prop del Ginza (una mena de bulevard com el dels Camps Elisis, al cor de Tòquio) i deixats a terra. Noguchi observava persona a persona i comunicava el seu ki amb els dits a l'interior del cap, a la zona de l'oïda. Les persones que mostraven alguna reacció, com un parpelleig o una contracció muscular, eren traslladades a clíniques improvisades. Les que no les donaven mortes. Noguchi, llavors amb tretze anys, va ser molt popular en el nucli urbà de Tòquio.
Akiko diu que Noguchi va començar la seva autobiografia amb les paraules:
«He tingut una infantesa ordinària. A l'edat de dotze anys, he vist els camps devastats pel foc després del terratrèmol. Fou la primera vegada que vaig fer yuki».

### Infantesa i adolescència
Noguchi va agafar la diftèria quan tenia dos anys i va perdre la parla. Entre els dos i els nou anys, va viure amb el meu oncle que era acupuntor i la seva dona. Com que no tenien fills Noguchi es va sentir estimat. Però quan tenia nou anys, ells van tenir un fill i va de retornar a casa».
D'altra banda, Noguchi no ha deixat testimoniatge sobre el període de la seva vida entre 1923 i 1926 (12-16 anys) data de la creació del seu primer dojo. Akiko Noguchi parla d'aquest període com "un jardí secret que Noguchi no compartia ni amb ella". Akiko estava interessada sobretot en el període de l'origen del pensament de Noguchi, que ella anomenava "el gran despertar", i que situa en aquests anys de silenci. Akiko explica que quan anaven en cotxe Noguchi li confiava fragments de records; però quan li demanava de parlar d'aquell període entre els dotze i els setze anys, diu que callava i continuaven viatjant en silenci. Probablement, fou un període dolorós, amb molta tristesa.

### Referents en altres tècniques
Al seu llibre, The Road I walked, Haruchika Noguchi va destacar algunes disciplines que el van influir especialment. En aquella època, hi havia un bona quantitat de teràpies manuals originàries d'Amèrica: l'osteopatia, la espondiloteràpia i la quiropràctica. També hi havia diverses tècniques japoneses: appaku ryojutsu (Pressure Therapy o Teràpia de pressió), jikyōjutsu (Self-strengthening Therapy o Teràpia d’autoenfortiment), seikihō (Living Ki Method o Mètode del ki viu), ōatsubidōjutsu (The Art of Pressure by Micro-movement o L’art de la pressió per micromoviments). Totes aquestes disciplines d'atenció amb les mans captivaven a Noguchi de la mateixa manera que els enfocaments mentals com la hipnosi, l'autosuggestió, la psicoanàlisi i el crit hipnòtic (kiaijutsu). I no obstant això, en aquell temps ell percebia que no havia res a aprendre perquè no eren més que tècniques que no li permetien apropar-se a la vida com ell ho entenia.
Més endavant, Haruchika Noguchi va rebre més influències que ajudaren al desenvolupament del seitai i que va practicar i ensenyar després de la Segona Guerra Mundial. L'any 1946, Noguchi va ser convidat a donar conferències sobre seitai i seitai sōhō a la Prefectura de Yamaguchi. Va reunir les seves notes i el 25 d'abril de 1947 publicà un manuscrit amb el títol Un lector de seitai sōhō. Hi és esmentat la creació de la Seitai Sōhō Kai a partir de la fundació de l'Associació de Practicants Holístics de Tòquio. A la mateixa època va finalitzar les bases de la seva teoria del taiheki, que són les conclusions del seu estudi sobre les característiques de la personalitat individual com es manifesten a través de la postura i el moviment de cada individu.

### Seitai
Després del procés a Tòquio pels crims de guerra, Noguchi es va dirigir a les autoritats americanes d'ocupació per oferir als criminals de guerra de «classe 3» (“class C” per als americans) una opció per a evitar la presó tot fent feines per al servei públic. Aquestes persones podien entrar en la seva associació i practicar desinteressadament el seitai entre les poblacions pobres. La vista d'aquests antics generals i almiralls practicant seitai amb les mans als barris en ruïnes va generar una molt bona acollida entre la gent.
Noguchi tenia la gran convicció que la qualitat de vida és més important que la seva durada. Deia sovint que «qui viu amb alegria i vigor gaudeix d'un son tranquil». Pel que fa a ell, això era cert de manera quotidiana, així com una perspectiva d’una mort sense cap penediment. Fumava i bevia molt i va morir als 65 anys. Katsumi diu d'ell:
Sempre porto amb mi un parell de frases molt simples, que Noguchi va expressar sota la idea de Zensei (la vida total): "Només hi ha el somni profund per als que viuen intensament. Només hi ha la mort assossegada per als que així han viscut".
Akiko Noguchi li va sobreviure 28 anys i va ser la presidenta de la Seitai Kyōkai des de 1976 fins a la seva mort l'any 2004. L'any 2019, el Consell d'Administració d'aquesta societat compte encara entre els seus membres amb l'ex-Primer Ministre Morihiro Hosokawa.
A França, i a ciutats europees com Madrid o Palma, el seu ensenyament ha estat impulsat per Itsuo Tsuda, que va donar a conèixer especialment la pràctica del katsugen undō, que es pot realitzar «sense cap coneixement previ, sense tècnica i sense cap objectiu».
A Catalunya, el deixeble que ha difós l'obra de Noguchi ha sigut Katsumi Mamine. Katsumi va obrir un dojo a Barcelona l'any 1973, centre que va ser molt actiu fins a la seva mort, l'abril del 2020. Entre els assistents al dojo de Barcelona hi ha destacats artistes com Narciso Yepes, Lluís Claret, Antoni Ros Marbà, Gerard Claret, o un alumne també de Noguchi, el pianista György Sebok. Yepes, poc abans de morir l'any 1997 va dir de Noguchi i el seitai:
Estic convençut que el seitai, llegat pel mestre Noguchi, és la cultura espiritual més innovadora i significativa que ha rebut la Humanitat en aquest segle.

## Publicacions
Noguchi mai va escriure llibres, però hi ha publicacions sobre apunts de les seves conferències. Des de juny de 1948, es van començar a publicar les transcripcions dels seus discursos en una revista, Zensei (全生). El Zensei Trimestral (全生 季刊) només va sortir amb un número, l'any 1963. Fou substituït pel Gekkan Zensei (月刊 全生), revista mensual publicada des de 1964. Hi ha una traducció al castellà de les revistes que publicà periòdicament el Dojo de Barcelona entre 1977 i 1992.
Les següents obres són compilacions a partir de xerrades de Haruchika Noguchi.
- (anglès) Order, Spontaneity and the Body per Haruchika Noguchi. Tokyo, Japó, Zensei, 1985, rústica. ISBN 4-915417-00-X.
- (anglès) Colds and their Benefits per Haruchika Noguchi. Tokyo, Japó, Zensei, 1986, rústica. ISBN 4-915417-01-8.
- (anglès) Scolding and Praising per Haruchika Noguchi. Tokyo, Japó, Zensei, 1991, rústica. ISBN 4-915417-02-6.

Altres llibres:
- (japonès) Heiko yokyu no ni hoko (Les dues direccions del desig equilibrador)
- (japonès) Gohoko no shigueki han osei (Les cinc dimensions de la capacitat vital de reacció als estímuls)
- (japonès) Ninguen no tankyu (Nova investigació de l’ésser humà)
- (japonès) Taiundo no kozo (L'estructura del moviment espontani)